# 울티마 VII 파트 투: 뱀의 제도
《울티마 VII 파트 2: 큰뱀섬》은 오리진 시스템스가 제작한 1993년 롤플레잉 비디오 게임이다. 《울티마》 시리즈의 일곱 번째 본편 《울티마 VII: 검은 관문》과 같은 엔진을 사용하는 직속 후속작이다. MS-DOS로 개발돼 1993년 3월 25일에 출시됐다.
《울티마 VII》의 사건으로부터 18개월 이후가 배경으로, 가디언이 협력자 배틀린을 큰뱀섬에 보냈다는 사실이 밝혀지자 그를 추적하라는 로드 브리티쉬의 명을 받고 아바타 일행이 해당 섬으로 출정해 모험하는 이야기를 그렸다. 《울티마 III》 이후 브리타니아 바깥의 세계가 무대인 최초의 울티마 게임이다.
《울티마 VII》와 비교했을 때 《울티마 VII 파트 2》는 배틀린의 행방을 조사하는 주목표를 위주로 진행해 플레이어의 자유를 제한하는 특징이나, 큰뱀섬 내에서 다른 부가 임무를 찾아 수행할 수 있다. 《울티마 VII 파트 2》는 제목과는 달리 외전이나 《울티마 VII》의 2부가 아니며, 독자적인 이야기를 위주로 진행되는 단독성 작품이다. 가디언과의 결투는 다른 후속작 《울티마 VIII (1994)》에서 이어진다.
출시 당해인 1993년에 부가 임무를 추가하는 확장팩 《울티마 VII 파트 2: 은빛 씨앗》이 발매됐다.

## 반응
〈컴퓨터 게이밍 월드〉의 기자 스콜피아는 《큰뱀섬》이 《검은 관문》보다 복잡한 게임이나 물건 정리 시스템이나 캐릭터에게 음식을 직접 먹이는 것, 느린 디스크 접근속도, 난해한 퍼즐 등 여러가지 문제들이 혼재한다고 말했다.

## 참조

### 주해
1. ↑  영어: Ultima VII Part Two: Serpent Isle
2. ↑  영어: Ultima VII Part Two: The Silver Seed